# NF (rapper)
Nathan John Feuerstein (* 30. března, 1991), známější pod pseudonymem NF (stylizované jako ИF), je americký rapper, zpěvák a textař pohybující se hlavně v okolí hip hopu. Hudbě se věnuje od roku 2010 a první album vydal týž rok. Průlomovým se mu stal rok 2014, kdy pod záštitou Capitol Christian Music Group (Capitol CMG) vydal projekt několika songů s označením NF (EP), který se dokázal dostat Billboard hitparády. Vydal celkem 6 studiových alb studiová alba: Moments v roce 2010 (ještě pod jménem Nathan Feuerstein), Mansion v roce 2015, o rok později Therapy Session, 6. října 2017 Perception, 26. července 2019 The Search, 26. března 2021 CLOUDS (THE MIXTAPE). Poslední album bylo vydáno 7. dubna 2023 s názvem Hope.

## Mládí
Nathan NF Feuerstein se narodil 30. března 1991 v Gladwinu ve státě Michigan. V dětství se jeho rodiče rozvedli a výchovu syna dostal na starosti otec. Přítel jeho matky ho fyzicky týral a matka později v roce 2009 spáchala sebevraždu, když se předávkovala. Tyto události ho vedly k napsání songu "How Could You Leave Us", který jí věnoval. V roce 2009 úspěšně dokončil studium na Gladwinské střední škole, kde v průběhu studií byl součástí školního basketbalového mužstva. NF odstartoval svou kariéru, když se zúčastnil "Fine Arts Festivalu".

## Osobní život
Dne 1. září 2018 si vzal svou dlouholetou přítelkyni Bridgette Doremus. 28. ledna 2021 Nathan na svém instagramovém profilu sdílel příspěvek s ultrazvukem a popiskem že s manželkou čekají dítě. O den později Bridgette sdílela na svém instagramu video s jejich reakcí při tzv. "gender reveal". Syn se jmenuje Beckham John. V prosinci 2023 se jim narodila dcera Christine.

## Styl
Kvůli příslušnosti k CMG se jeho hudbě říká křesťanský rap. Samotný rapper s tím úplně nesouhlasí, jeho styl je přirovnáván spíše k Eminemovi, Logicovi.

## Diskografie

### Studiová alba
| Název                            | Detaily                                                |
| -------------------------------- | ------------------------------------------------------ |
| Moments (jako Nathan Feuerstein) | - Datum vydání: 29. listopadu 2010                     |
| Mansion                          | - Datum vydání: 31. března 2015 - Label: Capitol CMG   |
| Therapy Session                  | - Datum vydání: 22. dubna 2016 - Label: Capitol CMG    |
| Perception                       | - Datum vydání: 6. října 2017 - Label: Capitol CMG     |
| The Search                       | - Datum vydání: 26. července 2019 - Label: Capitol CMG |
| Hope                             | - Datum vydání: 7. dubna 2023 - Label: Capitol CMG     |

### EP
| Název    | Detaily                                            |
| -------- | -------------------------------------------------- |
| I'm free | - Datum vydání: 1. května 2010 - Label: Xist       |
| NF       | - Datum vydání: 5. srpna 2014 - Label: Capitol CMG |

### Mixtapy
| Název                | Detaily                                                         |
| -------------------- | --------------------------------------------------------------- |
| CLOUDS (THE MIXTAPE) | - Datum vydání: 26. března 2021 - Label: NF Real Music/Caroline |